# Sara Hickman
Sara Hickman (ur. 1 marca 1963 w Jacksonville w Karolinie Północnej) – teksańska piosenkarka rockowa, folkowa i popowa, grająca także muzykę dla dzieci, autorka piosenek i tekstów, plastyczka, producent filmów dokumentalnych.

## Życiorys
Sara Hickman urodziła się w Jacksonville (Karolina Północna), jako córka żołnierza stacjonującego w pobliskim Camp Lejune. Wychowała się w Houston w Teksasie. Jest absolwentką liceum o profilu artystycznym High School for the Performing and Visual Arts, gdzie specjalizowała się w śpiewie (ang. voice major). W 1986 stała się z kolei absolwentką University of North Texas w Denton, mieście satelitarnym Dallas.
W 1987 przeniosła się do samego Dallas. Tam uczestniczyła w miejscowym środowisku muzycznym, m.in. śpiewając przy własnym akompaniamencie na gitarze akustycznej w szpitalach czy udzielając się koncertowo dla organizacji charytatywnych oraz społecznie, przykładowo promując okoliczne zgrupowania woluntariuszy Amnesty International. W Dallas nagrała płytę debiutancką Equal Scary People.
W 1995 przeniosła się do Austin, gdzie od lat koncertowała w klubach i na festiwalach, dojeżdżając z Dallas. Mieszka tam obecnie z mężem i dwiema córkami.
Od początku kariery wspiera szereg celów oraz organizacji charytatywnych, szczególnie pracujących na rzecz dzieci, kobiet, chorych oraz ku szerzeniu oświaty w tematyce ochrony i promowania zdrowia.
Jest laureatką nagrody Humana „Women Helping Women” (Kobiety Pomagające Kobietom) za wkład filantropijny i agitację w ramach organizacji: Safe Place, Habitat for Humanity, House the Homeless, Society for the Prevention of Cruelty to Animals (SPCA) i Race for the Cure, poza zaangażowaniem koncertowym na rzecz szeregu innych, w tym w tematyce praw człowieka oraz etycznego traktowania zwierząt.
Jest członkinią honorową National Association of Music Therapy, za pracę w szpitalach.
Na początku XXI wieku odgrywała rolę National Ambassador ogólnokrajowej sieci księgarni Half Price Books promując zwalczanie analfabetyzmu w Stanach Zjednoczonych, odwiedzając szpitale i szkoły, gdzie koncertowała kameralnie dla dzieci i czytała im na głos.
Sprawowała funkcje w ramach:
- Board of Directors organizacji NARAS (The National Academy of Recording Arts and Sciences, tzn. Nagrody Grammy)
- advisory board member organizacji ARTS
- Honorary Chair, w ramach Nagrody koncernu szpitalnego Humana „Women helping women” i powiązanej konferencji
- Honorary Chair fundacji Umlauf Sculpture Garden
- Honorary Chair organizacji Austin Race for the Cure

## Rys muzyczny
Sara Hickman wydała co najmniej 15 albumów, w tym co najmniej 6 wydanych zostało przez główne komercyjne wytwórnie płytowe, jak i szereg innych jako artystka indie.
Zagościła w sumie na 25 albumach innych muzyków. Na listach przebojów osiągnęła trzecią pozycję na „Adult contemporary hits” utworem „I Couldn't Help Myself”. Dwukrotnie zagościła w Tonight Show w telewizji NBC. Prowadziła specjalny jednorazowy program telewizyjny w telewizji VH-1 na temat jej dorobku muzycznego. Wyprodukowała film sztuki wideo pt. Joy, który zajął pierwsze miejsce na USA Film Festival. Jest współproducentem filmu dokumentalnego dla telewizji publicznej USA, PBS, pt. Take It Like A Man.
Sara Hickman wykonała piosenkę Martiki w ramach ścieżki dźwiękowej filmu Arachnophobia.
Śpiewała w ogólnokrajowych kampaniach reklamowych m.in. dla Wal-Mart, Daisy Sour Cream, Southwest Airlines, Fannie Mae.

## Nagrody
- The National Association of Music Therapists
- Austin Under Forty (2002-Rozrykwa )
- The Kerrville Folk Festival (za pracę społeczną)
- The Speaking of Women’s Health Initiative (za pracę społeczną)
- Austin Music Awards (1999-2000 w kategoriach „songwriters”, „female vocalists”, „singer-songwriters”, „folk artists”, „top ten musicians”)
- The Dallas Observer Awards („Best Musician”, „Best Producer”, „Best Indie Release”, „Best Major Label Release”, „Best Female Vocalist”)
- Parents' Choice, status Gold za album Toddler (2001); status Rcommended za album Big Kid (2004)
- NAPPA Gold za albumy Newborn (2001), Big Kid (2004), Toddler (2004)
- Dr. Toy's Top 10 Audio Tapes roku 2001 (za Toddler)
- Dr. Toy's 100 Best Toys roku 2001 (za Toddler)
- Best Classic Recording 2003 Children's Web Media (za albumy Newborn i Toddler)
- 2003 New Beginning Center Award
- Dr. Toy's Best Vacation Product, za album Big Kid (2004)
- Creative Child’s Top Creative Toy Award 2005 (status Preferred Choice za album Toddler (2004); status Seal of Excellence za album Newborn (2004)
- Austin American-Statesman XL Fortunate 500 List (wydanie z 2007)

## Dyskografia
- Equal Scary People (1989)
- Shortstop (1990)
- Sara Hickman (1993)
- Necessary Angels (1994)
- Domestic Science Club z Patty Mitchell Lege i Robin Lynn Macy (później Dixie Chicks)
- Three Women ponownie z Patty Mitchell Lege i Robin Macy
- Misfits (1997)
- Two Kinds of Laughter (1998)
- One Flower to the Left (1999)
- Spiritual Appliances (2000)
- This Christmas Wish
- Ready To Pop
- Faithful Heart
- Newborn (2004)
- Toddler (2004)
- Big Kid (2004)
- Motherlode (2006)

## Wideografia
- Joy (teledysk dot. bezdomnej kobiety. I Nagroda, USA Film Festival)
- Take It Like a Man (dokument telewizyjny PBS), producent
- I Am Going On a Journey (DVD)